# Kvadratura (astronomie)

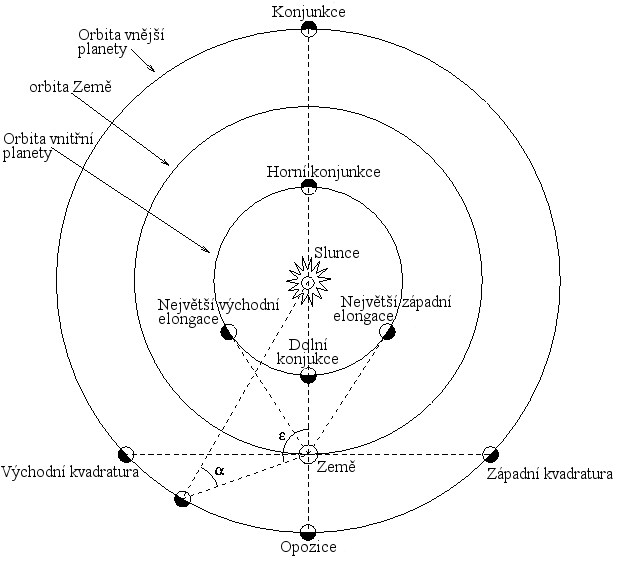
Znázornění aspektů planet

Kvadratura znamená v astronomii takovou pozici nebeského tělesa (planety či Měsíce), při které je jeho úhlová vzdálenost od Slunce pozorovaná ze Země 90°. U vnitřních planet kvadratura nastat nemůže. Kvadratura Měsíce se nazývá první čtvrť.
Tento pojem může být zobecněn i na tělesa mimo sluneční soustavu; pak vyjadřuje, že má jedno nebeské těleso geocentrickou úhlovou vzdálenost 90 stupňů od druhého.